# PSI-Theorie (Kuhl)
Die Theorie der Persönlichkeits-System-Interaktionen (PSI-Theorie) von Julius Kuhl ist eine Theorie der willentlichen Handlungssteuerung, welche motivationale, volitionale, kognitive, entwicklungs- und persönlichkeitspsychologische Theorien zu integrieren versucht.
Dabei versucht Kuhl ein Grundproblem der etablierten persönlichkeitspsychologischen Schulen zu beseitigen, die nämlich oft versucht haben, die Persönlichkeit sehr einseitig anhand eines psychischen Systems (im Sinne der PSI-Theorie) zu beschreiben. Kuhl greift dabei auf bekannte Erkenntnisse verschiedener Schulen (Sigmund Freud, Carl Gustav Jung, Hans Jürgen Eysenck, Carl Rogers, Iwan Pawlow und Kurt Lewin) und aus der Gehirnforschung zurück und bietet eine systemtheoretische Persönlichkeits- und Motivationstheorie mit sieben Ebenen an. Er hebt sich auch in methodischer Hinsicht von den üblichen Typologien und faktoranalytischen Konzepten ab. Allerdings spielt in der PSI-Theorie gerade die Interaktion zwischen den Systemebenen eine große Rolle.

## Theorie
Die PSI-Theorie bietet anhand verschiedener Systemebenen (die verschiedenen psychologischen Schulen entsprechen) unterschiedliche Erklärungen für das Korrumpierungsphänomen an, bei dem intrinsische Motivation zerstört wird. Wenn ein Verhalten, welches eigentlich intrinsisch motiviert war, plötzlich durch äußere Anreize (Anweisungen, Belohnung) gesteuert wird, sinkt die innere Beteiligung (siehe hierzu auch). Dadurch wird die Selbstmotivierungsfunktion, die für das Erlebnis sorgt, dass die Freude an der Tätigkeit dieser selbst entspringt (Flow), außer Kraft gesetzt. Mit diesem Beispiel und dessen verschiedenen Erklärungen auf den jeweiligen Systemebenen soll gezeigt werden, dass alle bekannten persönlichkeitspsychologischen Schulen durchaus ihre Berechtigung zur Erklärung von Verhalten haben, jedoch allein zu einseitig sind, um ein vollständiges Bild der Persönlichkeitsstruktur zu erhalten.
Unterschiedliche individuelle Fähigkeiten im Zugriff auf Selbststeuerungsfunktionen unter Stress bezeichnet Kuhl als Handlungs- und Lageorientierung. Genauer unterscheidet er zwischen der Fähigkeit, Entscheidungen zu fällen und entsprechende Absichten umzusetzen (sog. prospektive Handlungs- versus Lageorientierung: HOP/LOP) einerseits und der Fähigkeit, nach Misserfolgen oder in bedrohlichen Situationen aversive Gefühle und Gedanken zu kontrollieren (Handlungs- versus Lageorientierung nach Misserfolg: HOM/LOM).
Dabei geht Kuhl davon aus, dass diese Fähigkeiten eher sozialisationsbedingt als denn vererbt sind, was sich in der Systemkonditionierungs-Hypothese, die als Zusatz zu den Modulationsannahmen gesehen werden kann, widerspiegelt. Gemeint ist damit eine Form der klassischen Konditionierung in der Kindheit, indem die Mutter auf die Bedürfnisse des Kleinkindes in einer zeitlich und inhaltlich abgestimmten Weise reagiert. Dadurch werden die Verbindungen zwischen dem Selbstsystem (EG) und den betreffenden affektgenerierenden Systemen gebahnt, so dass das Kind diese Verbindungen später selbstgeneriert erzeugen kann und nicht mehr auf den affektregulierenden Einfluss der Mutter angewiesen ist.
Hohe Relevanz erhält in diesem Zusammenhang das Extensionsgedächtnis, welches auch als Kernstück des Selbst bezeichnet werden kann. Menschen mit gutem Zugang zu ihrem Selbst zeichnen sich durch erhöhte Flexibilität, Durchsetzungsfähigkeit und innere Harmonie aus, während Menschen mit geringer ausgeprägtem Zugang zum Selbst eher rigide und unausgeglichen wirken. Kuhl bezeichnet die Fähigkeit zur Integration neuer Erfahrungen in das Extensionsgedächtnis als „emotionale Dialektik“.

### Systemebenen
1. Automatische Steuerung (Lernen)
2. Temperament (Aktivierung und Erregung)
3. Affekt und Anreizmotivation
4. Progression und Regression
5. Basismotive
6. Kognition (Denken vs. Fühlen)
7. Bewusstsein und Wille (Selbstkontrolle, Selbstregulation und Volition)

### Makrosysteme
Die Theorie nimmt an, dass die Verbindungen zwischen Systemebenen durch Veränderungen im positiven und negativen Affekt (A+ und A−) bzw. deren Hemmung (A(+) und A(−)) moduliert werden (Modulationsannahmen). Diese Dynamik wird durch die vier Makrosysteme aufgebaut:
1. Extensionsgedächtnis (EG, A(−), Fühlen, rechts präfrontal): Kohärentes Kontext- und Selbstwissen, kongruenzbetonte, parallel-holistische Aufmerksamkeit.
2. Intentionsgedächtnis (IG, A(+), Denken, links präfrontal): Aufrechterhaltung von Absichten, Abschirmung, Planen, sequenziell-analytische Aufmerksamkeit.
3. Objekterkennung (OES, A−, Empfinden, links parietal): Inkongruenzbetonte Aufmerksamkeit.
4. Intuitive Verhaltenssteuerung (IVS, A+, Intuieren, rechts parietal): Intuitive Verhaltensroutinen.

## Modulationsannahmen
Wie das Zusammenspiel der einzelnen Wahrnehmungssysteme und der damit verbundenen Makrosysteme die einzelnen Affektlagen beeinflusst, wird durch die sieben Modulationsannahmen beschrieben. Dabei gelten die ersten beiden als Basismodulationsannahmen.
1. Modulationsannahme (Willensbahnungs-Annahme): „Die Herabregulierung von positivem Affekt (A(+)) hemmt das Ausführungssystem (genauer: Hemmung der Verbindung zwischen IG und IVS) und bahnt damit die weitere Aufrechterhaltung und Bearbeitung einer Handlungsabsicht im Absichtsgedächtnis und assoziierter Hilfesysteme (z.B. analytisches Denken): Die Umsetzung von „Absichten“ im Sinne von explizit gewollten Handlungen wird durch fremd- oder selbstgenerierten positiven Affekt gebahnt („Willensbahnung“), der die Herabregulierung von positivem Affekt wieder aufhebt und das Absichtsgedächtnis samt assoziierter Hilfssysteme deaktiviert.“[4]
2. Modulationsannahme (Selbstbahnungs-Annahme): „Die Herabregulierung negativen Affekts (A(−)) bahnt den hemmenden Einfluss integrierter Selbstrepräsentationen und anderer Kontextrepräsentationen auf das Erleben inkongruenter oder unerwarteter Objektwahrnehmungen und Empfindungen („Verdrängung“) und verhindert damit eine „Entfremdung“ von eigenen Interessen („Selbstbahnung“) und eine übermäßige Sensibilisierung selbst- oder erwartungsdiskrepanter Objektwahrnehmungen“[5]
3. Modulationsannahme: Willenshemmung
4. Modulationsannahme: Selbstberuhigung
5. Modulationsannahme: Selbstmotivierung
6. Modulationsannahme: Selbstverwirklichung
7. Modulationsannahme: Penetration

## STAR-Modell: Persönlichkeitsstile auf Grundlage der PSI-Theorie
Das STAR-Modell beschreibt acht (Persönlichkeits-)Stile auf der Grundlage der unterschiedlichen Koalitionen der vier psychischen Systeme:
Extensionsgedächtnis (EG), Intentionsgedächtnis, Objekterkennungssystem und intuitive Verhaltenssteuerung (IVS) bilden kurzzeitige Allianzen. Zum Beispiel bilden EG und IVS – moduliert durch eine Dämpfung des negativen Affekts und ein Vorhandensein positiven Affekts – den ehrgeizigen Stil.
Unterschieden werden folgende Stile:
| Persönlichkeitsstil   | Affektlage  |
| --------------------- | ----------- |
| Selbstbestimmter Stil | A{+} / A(−) |
| Eigenwilliger Stil    | A(+) / A(−) |
| Zurückhaltender Stil  | A(+) / A{−} |
| Selbstkritischer Stil | A(+) / A−   |
| Sorgfältiger Stil     | A{+} / A−   |
| Ahnungsvoller Stil    | A+ / A−     |
| Liebenswürdiger Stil  | A+ / A{−}   |
| Ehrgeiziger Stil      | A+ / A(−)   |

Legende:
| A+   | positiver Affekt                          |
| A(+) | gedämpfter positiver Affekt (Belastung)   |
| A−   | negativer Affekt (Bedrohung)              |
| A(−) | gedämpfter negativer Affekt               |
| { }  | Affekt ist weder ausgeprägt noch gedämpft |

## Diagnostik

### Trainings- und Therapie begleitende Osnabrücker Persönlichkeitsdiagnostik (TOP), IMPART GmbH
Diese Diagnostik baut auf der PSI-Theorie auf. Die Tests werden von der IMPART GmbH (einem Spin off der Universität Osnabrück), weiter entwickelt und verbreitet. Julius Kuhl, Urheber der Tests und Hauptgesellschafter der IMPART, sagt, die „Therapiebegleitende Osnabrücker Persönlichkeitsdiagnostik (TOP) ist ein neues diagnostisches System zur Ermittlung derjenigen Ursachen psychischer Erkrankungen, die im Bereich der Persönlichkeit liegen (…) Ein wesentlicher Unterschied zu klassischen Persönlichkeitstests liegt darin, dass Persönlichkeit nicht statisch (…) erfasst wird, sondern als Interaktionsgefüge sich wechselseitig beeinflussender Prozesse, von denen viele einem Wandel unterliegen. Dieser Unterschied kommt vor allem in der Unterscheidung von Erst- und Zweitreaktionen zum Ausdruck [das heißt, es] wird berücksichtigt, was aus der Erstreaktion wird [zum Beispiel] um sich den Erfordernissen der konkreten Situation anzupassen“. Genauer, es „hängt von der Selbststeuerung ab, ob jemand in einer Erstreaktion stecken bleibt oder bei Bedarf in andere Systemkonfigurationen wechseln kann“. „Für die Entwicklung persönlicher Kompetenzen ist die handlungsorientierte Bewältigungskompetenz wichtiger als die emotionale Erstreaktion“. Die TOP-Diagnostik gibt es in drei Versionen:
- einer kurzen Version (TOP-K) (Bearbeitungsdauer: 120 Minuten)
- einer langen Version (TOP-L) (Bearbeitungsdauer: Maximal 180 Minuten)
- als EMOSCAN (Bearbeitungsdauer: 40–60 Minuten)

#### TOP-K-Diagnostik (Kurzversion)
Bestandteile:
| Verfahrensname:                                        | Item-Anzahl:           | Reaktionskategorie; Konstrukte:                                                                                             | Aussagemöglichkeiten |
| MUT-K = Motivumsetzungstest (Kurzversion)              | 80, mit Zusatzskala 96 | Erstreaktion; Bewusste bzw. explizite motivationale Dominanz (4 Motive x 4 Umsetzungsstile x Fragenanzahl und Zusatzskalen) | 1. Bewusste motivationale Erstreaktion beschreiben (eine Person reagiert spontan und bewusst mit welcher Anregung und Umsetzung welchen Motivs? Was sind die dominanten Motivstärken?) 2. Vergleich anstellen: Stimmen ihre/seine bewussten und unbewussten motivationalen Erstreaktionen miteinander überein? (Bei Diskrepanzen entsteht tendenziell mehr Stress/Symptome) |
| OMT = Operanter Multimotivtest                         | Je nach Wahl 15–20     | Erstreaktion; Unbewusste bzw. implizite motivationale Dominanz (4 Motive x 5 Umsetzungsstile)                               | 1. Unbewusste motivationale Erstreaktion beschreiben (eine Person reagiert spontan und unbewusst mit welcher Anregung und Umsetzung welchen Motivs?) 2. Vergleich anstellen: Stimmen ihre/seine bewussten und unbewussten motivationalen Erstreaktionen miteinander überein? (Bei Diskrepanzen entsteht tendenziell mehr Stress/Symptome)                                   |
| BEF = emotionales Befinden                             | 23                     | Erstreaktion; Bewusste emotionale Erstreaktion (Stimmung)                                                                   | 1. Bewusste emotionale Erstreaktion beschreiben (eine Person reagiert spontan und bewusst mit welcher Stimmung/welchem Befinden?) 2. Vergleich anstellen: Stimmen ihre/seine bewussten und unbewussten emotionalen Erstreaktionen miteinander überein? (Bei Diskrepanzen entsteht tendenziell mehr Stress/Symptome)                                                         |
| IMPAF = Impliziter Affekt                              | 6                      | Erstreaktion; Unbewusste emotionale Erstreaktion                                                                            | 1. Unbewusste emotionale Erstreaktion beschreiben (eine Person reagiert spontan und unbewusst mit welcher Stimmung/welchem Befinden?) 2. Vergleich anstellen: Stimmen ihre/seine bewussten und unbewussten emotionalen Erstreaktionen miteinander überein? (Bei Diskrepanzen entsteht tendenziell mehr Stress/Symptome)                                                     |
| PSSI = Persönlichkeitsstil und -störungs-Inventar      | Langversion: 140       | Erstreaktion; Persönlicher Stil allgemein                                                                                   | 1. Den allgemeinen Persönlichkeitsstil beschreiben (eine Person reagiert spontan auf viele Situationen mit einem zurückhaltenden, stillen, usw. Stil) 2. Vergleich anstellen: Stimmen ihre/seine allgemeinen Stile mit jenem unter Stress überein? (Unterschiede könnten hier auch Anpassungsfähigkeiten an Stress darstellen)                                              |
| SEKS = Skalen für emotionale und kognitive Stile       | 44                     | Erstreaktion; Persönlicher Stil speziell unter Stress (11 Stile x 4 Fragen pro Stil)                                        | 1. Den stressspezifischen Persönlichkeitsstil beschreiben (eine Person reagiert spontan auf Stress mit einem zurückhaltenden, stillen, usw. Stil) 2. Vergleich anstellen: Stimmen ihre/seine allgemeinen Stile mit jenem unter Stress überein? (Unterschiede könnten hier auch Anpassungsfähigkeiten an Stress darstellen)                                                  |
| SSI-K3 = Selbststeuerungsinventar                      | 52                     | Zweitreaktion; Grundlegende regulative Kompetenz und Effizienz (bei Problemdruck und Aufgaben-Belastung)                    | 1. Kompetenzen und Effizienzen beschreiben und bewerten 2. Mit Blick auf (z. B. rigide) Erstreaktionen: Ist eine Person flexibel oder bleibt sie stecken/hängen? Kann sie sich "heraus regulieren"? 3. Zusammenhänge zu Symptomen herstellen |
| HAKEMP = Handlungskontrolle nach Erfolg und Misserfolg | 36                     | Zweitreaktion; Spezielle Reaktionen auf Misserfolge und unerledigte Absichten                                               | 1. Differenziert beschreiben, wie eine Person auf Misserfolge/Leid oder Unerledigtes reagiert 2. Bei besonders hohen/niedrigen Ausprägungen einschätzen, welche Fähigkeit als Gegengewicht geeignet wäre. 3. Zusammenhänge zu Symptomen herstellen |
| BES = Beschwerden und Symptomausprägung                | 30                     | Symptome | 1. Symptome differenziert beschreiben/bewerten 2. Ressourcen entdecken durch geringe Symptome |
| SCL32 = Symptomcheckliste                              | 32                     | Symptome | 1. Symptome differenziert beschreiben/bewerten 2. Ressourcen entdecken durch geringe Symptome |